# Slovenské Nové Mesto
Slovenské Nové Mesto (węg. Újhely) – przygraniczna miejscowość gminna (obec) w południowo-wschodniej Słowacji, w powiecie Trebišov, w kraju koszyckim.
Wbrew swej nazwie miejscowość nie posiada praw miejskich i liczy 1090 mieszkańców (na dzień 31.12.2016).
Historycznie jest to część miasta Sátoraljaújhely – dawna dzielnica przemysłowa i węzeł kolejowy, przedzielona granicą w 1920 w wyniku traktatu w Trianon (stanowiła wówczas 25% powierzchni i 20% ludności „starego” Sátoraljaújhely). Oddano ją Czechosłowacji, mimo że mieszkali tutaj prawie sami Węgrzy. Od kryteriów narodowościowych ważniejsza okazała się linia kolejowa z Koszyc do Čiernej nad Tisou. W latach 1938–1945 wieś ponownie znalazła się w granicach Węgier, a po II wojnie światowej przywrócono stan z okresu międzywojennego. Obecnie w miejscowości Węgrzy stanowią jedynie 13% ludności.
We wsi znajdowało się piesze, drogowe i kolejowe przejście graniczne z Węgrami. Od momentu wejścia Słowacji i Węgier do strefy Schengen granicę można przekraczać w dowolnym miejscu.
Slovenské Nové Mesto położone jest na terenie tzw. regionu tokajskiego – terenów, które od wieków słyną z tradycyjnej uprawy winogron. Mimo iż większość tego terenu znajduje się na Węgrzech, to właśnie Slovenské Nové Mesto jest jedną z 4 miejscowości na Słowacji, które jeszcze w czasach habsburskich otrzymały swoistą licencję na wyrób tokaju, a zmiana granic państwowych nie mogła tego zmienić.

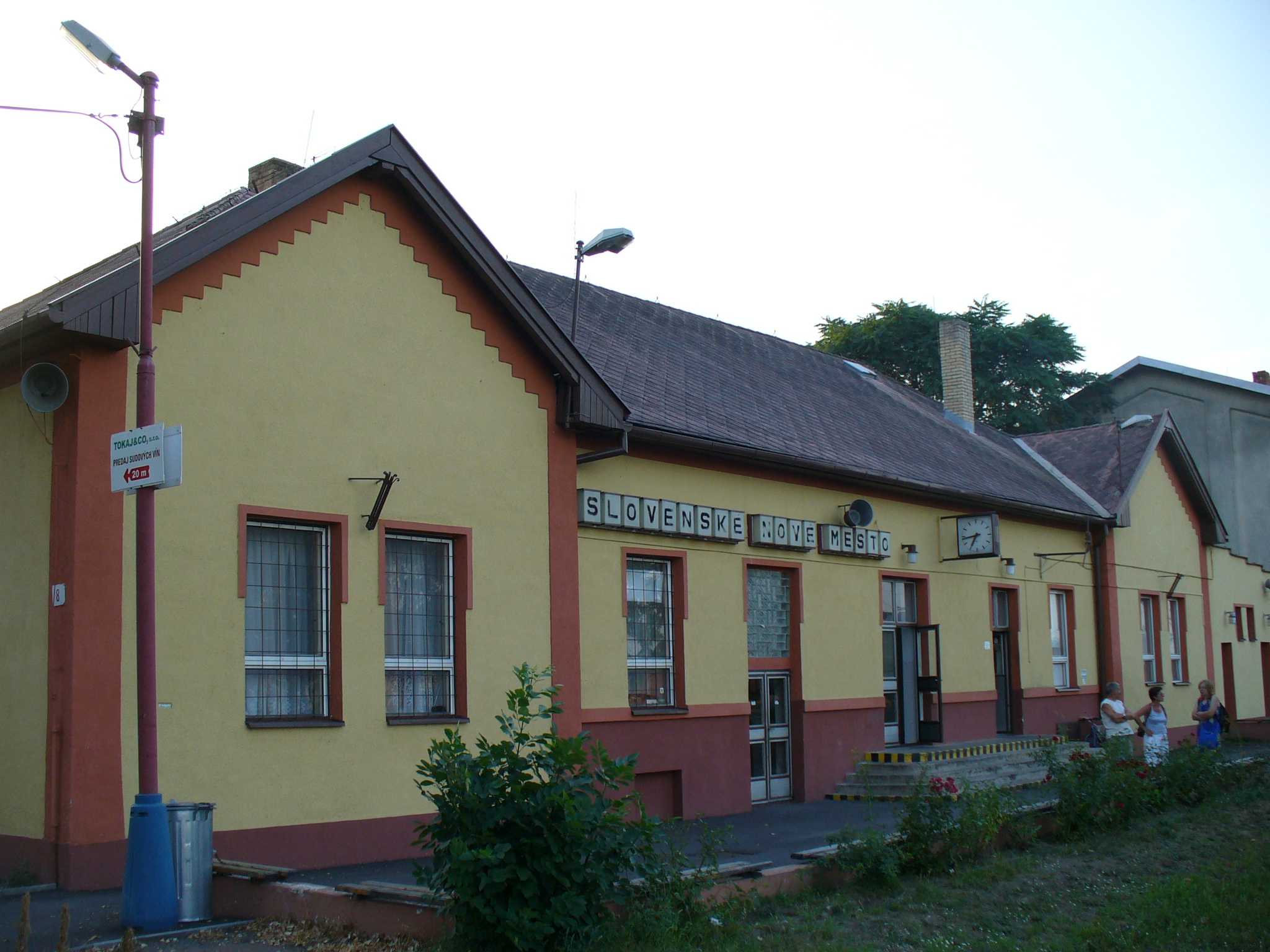
Stacja kolejowa
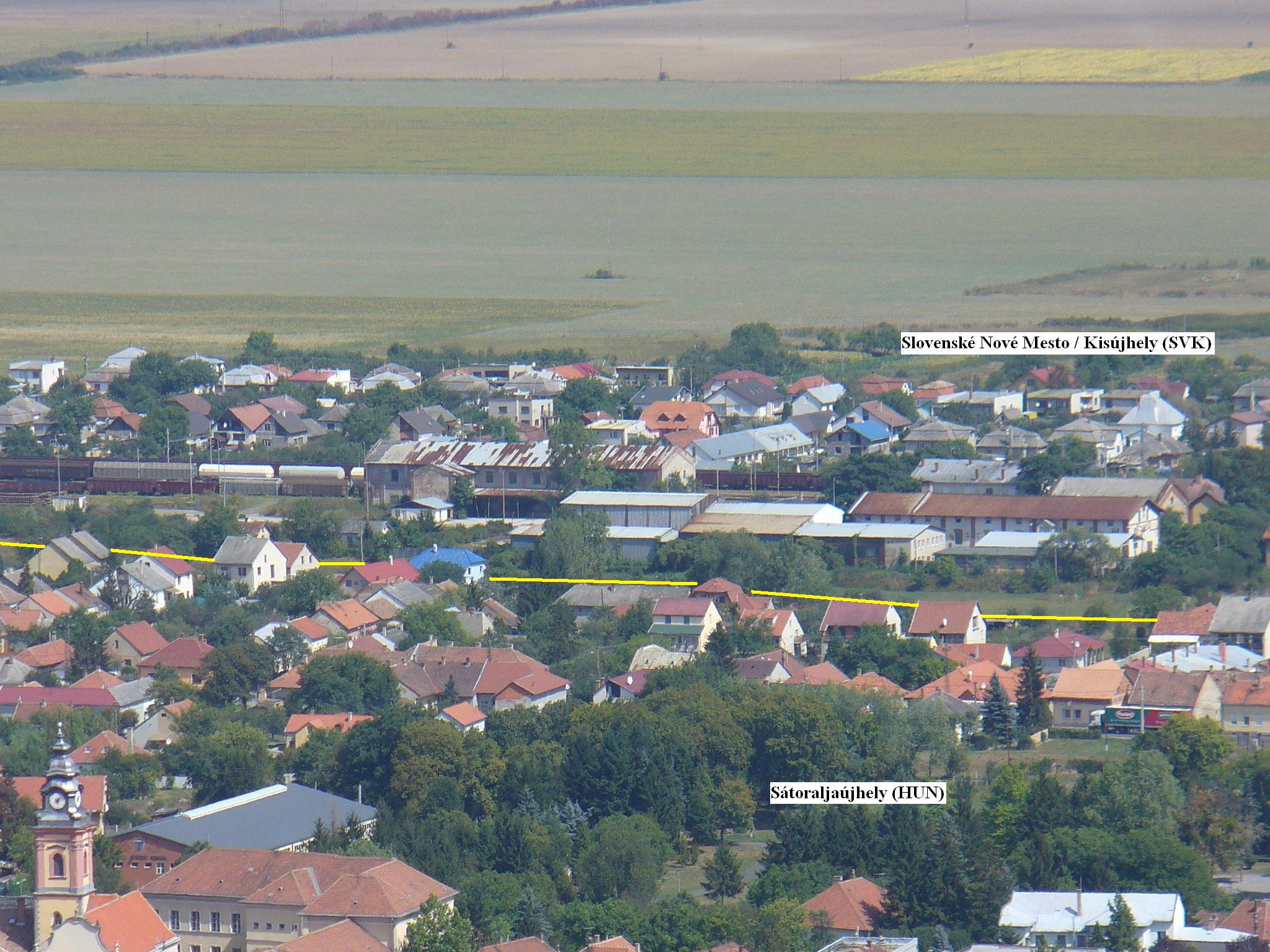
Granica przecinająca dawny jeden organizm miejski – na północy Slovenské Nové Mesto, na południu węgierskie Sátoraljaújhely
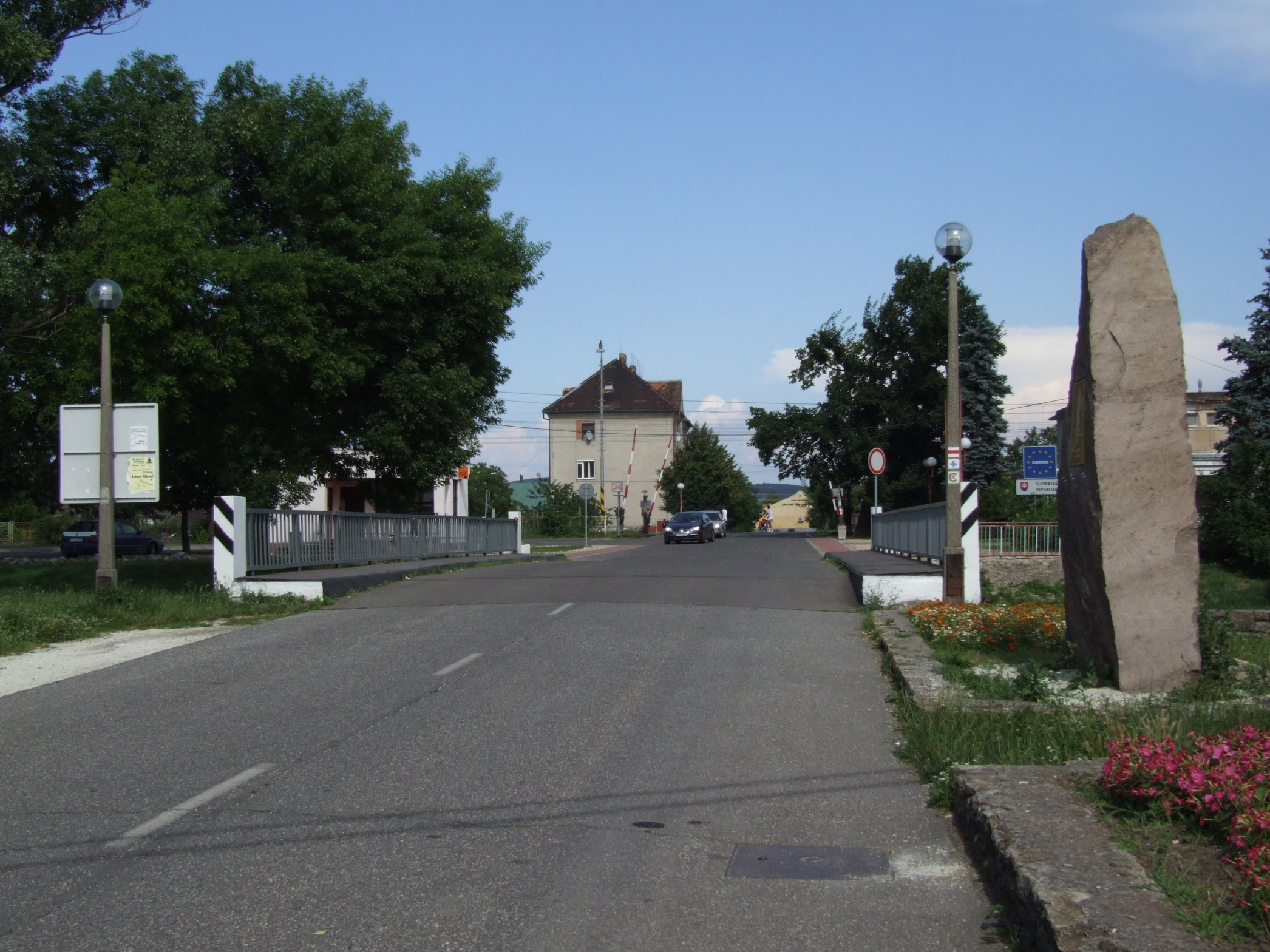
Dawne piesze przejście graniczne z Węgrami, w pobliżu dworca kolejowego (widok od strony Sátoraljaújhely)
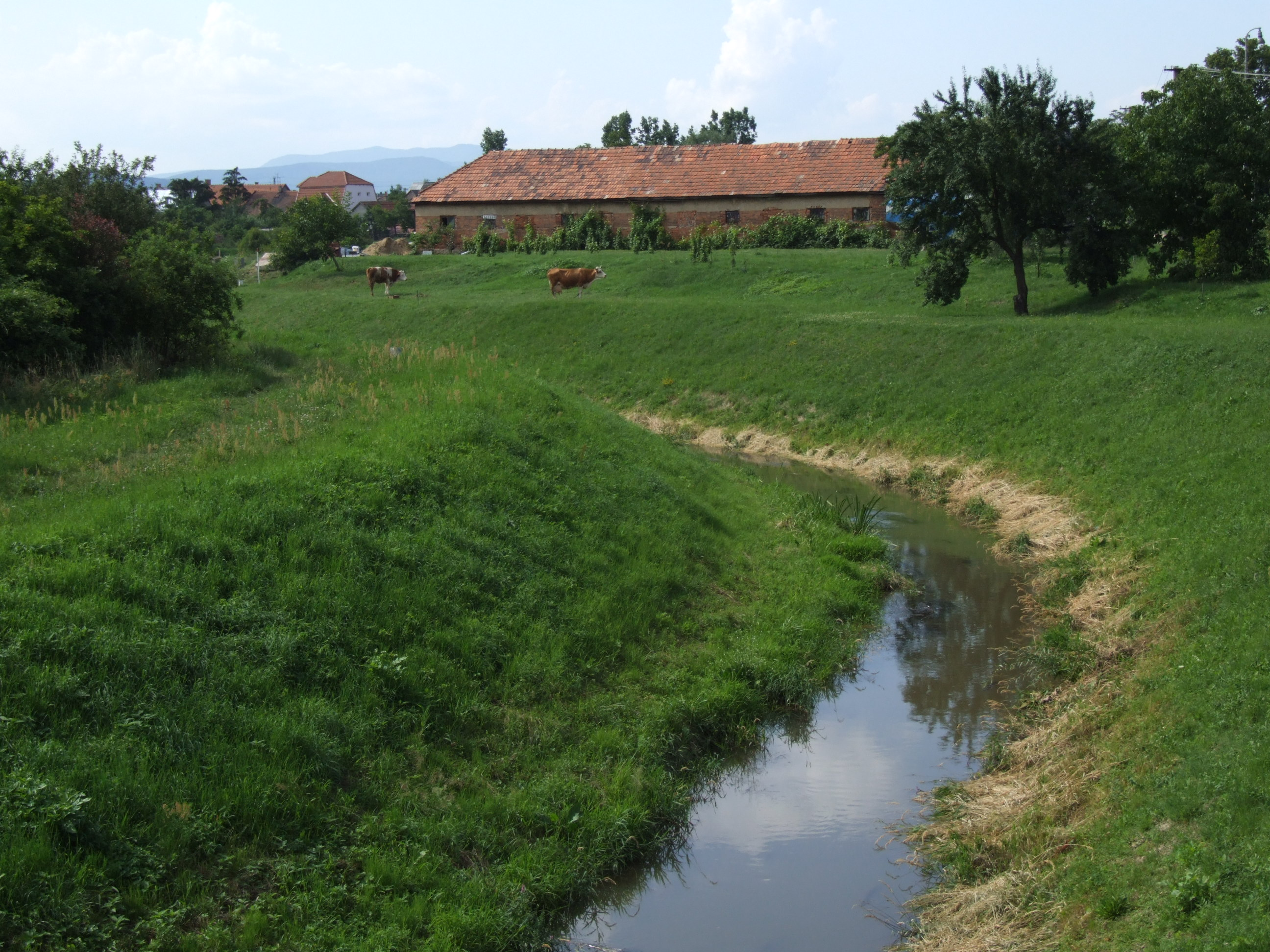
Granica biegnąca ciekiem wodnym pomiędzy Sátoraljaújhely (na lewo) a Slovenskim Novym Mestem